# Río Buu
El río Buu (del ruso: Буу) es un río del distrito de Lázarevskoye de la unidad municipal de la ciudad-balneario de Sochi del krai de Krasnodar de Rusia.

## Curso
Nace en las vertientes occidentales del monte Strizhenaya (650.3 m), al suroeste de Jartsiz Pervi. Tiene 12 km de longitud en los que discurre predominantemente en dirección al sursudoeste, atravesando Vérjneye Buu y Vardané, donde desemboca en la orilla nordeste del mar Negro. En los idiomas karachayo y bálkaro buu - бу(у) - significa "ciervo".